# Eriocaulon ensiforme
Eriocaulon ensiforme là một loài thực vật có hoa trong họ Cỏ dùi trống. Loài này được C.E.C.Fisch. mô tả khoa học đầu tiên năm 1930.